# 金魚屋古書店
『金魚屋古書店』（きんぎょやこしょてん）は、芳崎せいむの漫画。小学館の漫画雑誌『月刊IKKI』で連載された。単行本は全17巻（小学館IKKICOMIX）。本項では『金魚屋古書店』の前身となる、少年画報社の漫画雑誌で連載された『金魚屋古書店出納帳』（きんぎょやこしょてんすいとうちょう）も含めて解説する。

## 概要
国内外を問わず膨大な数の漫画古書を取り扱う金魚屋古書店を舞台に、漫画本にまつわる人間ドラマを描く。
迷いや憂いを抱えた人、思い出を求める人、本を愛する人などがぶらりと金魚屋に立ち寄り、代理店主の鏑木菜月とその周囲の人間たちと関わっていくショート・ストーリー。登場する漫画は少年漫画・少女漫画・青年漫画その他を問わず、比較的古い作品を中心に、実在するもの。ワク外には著者・出版社などの簡易説明があり、さらに単行本の巻末には、各話に登場した作品に関するコラム（解説）が載っているので、興味を惹かれたら探すこともできる。
また本作の大きな特徴として、1話限りの脇役を間を開けて再登場させる、主軸とは関係しないひとつのエピソードが複数の話を跨いで描写されたりするなど、作中の時間の経過を感じさせる演出がある。後者にはキャラクターの衣装が変わっていない、風邪を引いているキャラクターが別の話でも引き続けていると言った、各話ごとの時間軸が推理できる手がかりが見られる例もあり、本筋とはまた違った面白みを見つけることもできる。
本作はもともと、2000年に創刊された少年画報社の少女漫画誌『ヤングキングアワーズ増刊アワーズガール』に『金魚屋古書店出納帳』（以下『出納帳』と表記する）のタイトルで連載された。『アワーズガール』は翌2001年に休刊となり、『出納帳』は同じアワーズ系列の『ヤングキングアワーズ増刊アワーズライト』へ移籍する形で、2002年から連載再開される。しかし同年に『アワーズライト』も休刊となった。翌2003年に、描き下ろし2話を加え、少年画報社（ヤングキングコミックス）からA5判全2巻で単行本化された。
その後2004年になって、登場人物や背景設定を継承したまま、小学館の『月刊IKKI』で『金魚屋古書店』と改題して連載された。『月刊IKKI』は2014年11月号をもって休刊となり、本作も終了した。単行本最終巻の第17巻は連載終了から6年後の2020年6月に刊行され、『IKKI』掲載作には大幅な加筆修正が行われるとともに、ページ数にして約7割に及ぶ描き下ろしエピソードが収録されている。なお、『金魚屋古書店』単行本第1巻が小学館（小学館IKKICOMIX）からB6判で発売されるのと同時に、『出納帳』も上・下巻として同じB6判で新装刊行された。
また、『出納帳』に先行する作品として、2000年に講談社の『モーニング新マグナム増刊』に掲載された『古漫館物語』が存在する。『金魚屋古書店』と直接の関連性はないが、漫画古書店を祖父から継いだ女性が主人公であるなどプロトタイプともいえる作品である。『出納帳』単行本に収録されている。

## 金魚屋古書店
川べりに立つ古めかしい木造店舗。シンボルマークはイクトゥスに似た簡素な金魚の絵で、店の外壁にも描かれている。
現在店長である鏑木清太郎が全国行脚をしているため、孫娘の菜月が店長代理をしており、漫画の禁断症状で行き倒れていたところを拾われた、居候の斯波尚顕と共に店番をしている。常連にはコアなまんが読み（作中では漫画バカと表現されている）が多く、また2人の不在時は彼ら常連客が留守番をしている時もある。
初めて来店する人間は、店の中に足を踏み入れただけでも膨大な蔵書量に圧倒されるが、金魚屋古書店の真髄は地下室にある。広大な敷地に大の男が見上げる程高い本棚が暗闇の奥深くまで続いており、本の探索時には懐中電灯と地図が手渡され、またところどころに目印用の電灯や脚立が設置されているなど、作中で使われる「（迷宮としての）ダンジョン」と言う呼称そのままの空間になっている。
ダンジョンの入り口には小さな畳部屋があり、斯波尚顕の普段の住処になっている他、常連客が寝転がって本を読むスペースとして使われている。
かなりマニアックな稀覯本や古い雑誌も扱っているが、セドリの常連客である岡留高志は「良心的な適正価格」を付ける店だと評価している。

## 主な登場人物

### 金魚屋古書店の住人
鏑木 菜月（かぶらぎ なつき）
「金魚屋古書店」の店長・鏑木清太郎の孫娘で、主人公。清太郎の入院中に「何となく親元にいるのも嫌だった」ため金魚屋の店長代理を務めている。漫画の知識こそ少ないが、作中の経過と共にその店を自分がどれだけ大切にしているかに気付いて行き、やがて漫画への愛情と書店員としての心構えが描写されるようになる。
頑張り屋のしっかり者で、居候・斯波尚顕の口説き文句を華麗にかわす。彼とは恋人というほどの間柄でもなく、むしろ家族に近いものがある。
父は大手出版社の社長、母はTVで放映されている料理教室の講師。筋金入りのマザコンであり、母の出演時はビデオ録画を欠かさない。
斯波 尚顕（しば なおあき）
金魚屋古書店の居候。7月17日生まれ（漫画の日）。美形であるもののどことなくぼんやりとした印象を与えるが、漫画のストーリーを一部聞いただけで書名を即答したり、客の探す漫画雑誌の発売時期を聞いただけで嗜好を当てる事ができるなど、超絶的な漫画フリーク。
体勢を崩しても漫画だけは汚さないように転ぶほどの愛を持つが、一方で人間相手にも「漫画を愛する女の子はみんな心の恋人」と宣言する色好きな面も持つ。
菜月に幾度もアタックしているものの、漫画への浮気癖から一向に仲が進展していない。また、金魚屋店主である菜月の祖父には気に入られているが、漫画嫌いである彼女の父には疎んじられている。
鏑木 清太郎（かぶらぎ せいたろう）
金魚屋古書店の店長。常に穏やかな笑みを浮かべた好々爺だが、そのさりげない一言で斯波を感服させるほど漫画への愛情は深い。また、入院中に病院を抜け出して宝塚市立手塚治虫記念館や境港市の水木しげる記念館を訪れるほど行動力は豊富である。「出納帳」連載開始当時は、店を菜月に任せて入院中であったが、IKKIに連載が移行してからの第3話「遠くまで」で退院。しかしその後、第6話「藤臣君」で、掘り出し物を探す諸国漫遊の旅に出てしまい、以後は単行本巻末の書下ろし短編「ビリーと店長の底なし珍道中記」を主な活躍の場とする。

### 常連客
キンコ
初登場は『出納帳』第4話「共通言語」。
本名不詳。いつも漫画本を読みながら歩いているため、二宮金次郎にちなんでキンコとあだ名されている大学生。得意分野は60 - 70年代のレトロ系漫画。漫画に関わる仕事を志望しており、書店員のバイトもしている。
唐突に漫画関連のクイズを出題し、相手が自分との「共通言語」の持ち主かを計るのが癖と言う変人だが、「漫画バカ」として小篠あゆ、「書店員」として鏑木菜月と言う人生の先輩がいるため、作中では未成熟な若者として描かれる事も多い。
須藤（すどう）
初登場は『出納帳』第4話「共通言語」で、キンコの恋人。
キンコと同じ大学に所属しており、漫画本の万引きを捕まえようとしたキンコに魅かれ、彼女と交際するようになる。漫画への興味は一般人程度だが、『らんま1/2』で初めて彼女と話が合い、新装版をまとめ買いする。
小篠 あゆ（こしの あゆ）
金魚屋を得意先とするセドリで、漫画は売ってもプライドは売らないと豪語する勝気な美女。
漫画への愛は並々ならぬものがあり、単純な金儲け目的の転売屋に真っ向から口論を仕掛けることもある。一方で恋愛事には素直でない面があり、仕事場で度々鉢合わせする同業の岡留を商売敵と言い張って、菜月達に苦笑される描写もある。
その後第18話「金魚屋日記〈山吹の巻〉」で岡留の告白を受け入れて、正式に付き合うことになる。
初登場は「出納帳」第5話「『セドリ屋』さん」。
岡留 高志（おかどめ たかし）
金魚屋を得意先とするセドリで、通称トメさん。寡黙だが、依頼された本は必ず探し出すという実力ゆえに、セドリ界の『ゴルゴ13』と呼ばれる腕利きである。ただし本人は作中語られる事情により、ゴルゴ13を読んだことは無い。また作中の書店員には岡留が目をつけた本は必ずブームが起こるとまで言われており、目利きもかなりの力を持つ。
斯波との出会いについて、斯波自身が大手漫画古書チェーン店を巡る陰謀活劇にまつわるものだったと金魚屋の女性陣に語り聞かせているが、岡留の方は黙して語らないため真相は不明。
初登場は「出納帳」第5話「『セドリ屋』さん」。
河井 弘（かわい ひろし）
息子ともども金魚屋を愛好する漫画好き。得意分野は昭和30年代の時代劇物。山のような漫画コレクションを義父母に批判されたうえ、TV番組「マンガキング スペシャルコンテスト」で優勝できなければコレクションを処分するという条件を突きつけられ、当時のチャンピオンである斯波に挑む。その結果、上得意のコレクターを失いたくないと考えた斯波に勝ちを譲られる形で優勝。それ以来、周囲からは「河井キング」と呼ばれている。
息子のユキヒロは、多数の妖怪の名前を諳んじるほどの水木しげるファン。
初登場は「出納帳」第10話「2人の漫画王」。
村尾 順也（むらお じゅんや）
「ムダ美（無駄に美形）」がキャッチフレーズの美青年。美術学校で将来を嘱望される天才だったが、唐突に筆を折り、現在は不動産屋に勤務している。しかし卒業後も光の漫符が付けられるほどにムダな美形は健在で、時折登場しては絶妙な存在感を見せ付けている。
中高一貫の男子校出身にもかかわらず『美少女戦士セーラームーン』を愛読していたなど、風変わりな面も持つ。
初登場は第2話「北斎漫画」。
田所 美咲（たどころ みさき）
元・村尾の美術学校の同級生。村尾と交際している。
初登場は第2話「北斎漫画」。
野本 公平（のもと こうへい）
元サラリーマン。生来の漫画好きが高じて脱サラし、前店主の引退で廃業するはずだった貸漫画屋「ねこたま堂」の店主となる。
初登場は第7話「セドリ稼業」。
辻本 みのる（つじもと みのる）
私立小学校に通うお金持ちの小学生。世間ずれした父親との軋轢で、万事を冷めた目で見る性格になっていたが、「面白い漫画」を読みたいと押しかけた金魚屋で、『デビルマン』の5巻を読んで衝撃を受ける。
その後は金魚屋に恩を持つようになり、また古本屋を標的にした連続放火事件をきっかけに、同じく常連の笹山とコンビを組むようになる。
初登場は第22話「悪魔の力」。
藤田（ふじた）
キンコ・須藤と同じ大学の院生。辻本家で家庭教師のアルバイト中に、みのるの不安定な精神状態を見抜き、金魚屋を紹介する。第24話「続・共通言語」でキンコに告白するものの玉砕。
初登場は第22話「悪魔の力」。
笹山（ささやま）
肥満体に団子鼻、瓶底眼鏡という容姿から、美形の多い金魚屋常連客にコンプレックスを持つ男。しかし、学生時代は体操部にいたため意外に運動神経はよく、会話も軽妙で金魚屋の女性陣からは受けが良い。得意分野は昭和30年代の少女漫画。
正義感が強く、放火犯やチンピラにも臆せず立ち向かうシーンがある他、みのるに男らしさを説く場面もある。
初登場は第25話「美しい人」。

### その他の人々
鏑木 一郎（かぶらぎ いちろう）
菜月の父方のいとこで、斯波とは文通友達。父親の仕事の都合で、アメリカで生まれ育った。幼少期に読んだ河島光広の推理漫画『ビリーパック』に傾倒し、ついにはアメリカで本物の探偵になってしまった。夏でもビリーパックそのままのトレンチコートに鳥打帽を決して脱がず、「ビリー」と呼ばれることを好む。ビリーパックに関しては斯波を凌ぐほど詳しいが、それ以外の漫画にはまったく疎く、「青いタヌキの漫画」を知っていることを誇らしげに話したりする。第6話「藤臣君」で、清太郎店長の諸国漫遊にお供を申し出て以後は、単行本巻末の書下ろし短編『ビリーと店長の底なし珍道中記』を主な活躍の場とする。
初登場は第4話「少年探偵登場」。
鏑木 雅行（かぶらぎ まさゆき）
菜月の父親で清太郎の息子。大手出版社社長。漫画に囲まれて育った反動から漫画を嫌悪するようになり、自分の会社では漫画出版はおろか、社内に新聞の4コマ漫画を入れることすら許さないという漫画嫌い。ただし、ジャン・ジローの『ブルーベリー』だけは、起業直後に出会い、当時の悩みを解決する一助となったことから愛読している。また、漫画嫌いではあるが身についた知識はかなりのもので、無意識のうちに漫画知識を披露する事もある。
菜月を溺愛する一方、斯波のことは娘に付く悪い虫扱い、しかも漫画好きでもあるということで敵視している。また妻の穂波からはいつも逃げ回っているがそれは嫌っての事ではなく『じゃりン子チエ』のテツとヨシ江に見られる関係性に類似するもの、つまりは彼の方がより妻に惚れておりその弱み故に避けたがっているためだと斯波により例えられている。
初登場は第5話「漫画のない国」。
鏑木 穂波（かぶらぎ ほなみ）
菜月の母親で料理教室の講師を務める行動的な女性。愛車はジャガー。教室ではうえやまとちの『クッキングパパ』をテキストに使っている。雅行との出会いは、学生時代にガロを読んでいた彼女に雅行が絡んだのがきっかけである。
初登場は第12話「父再び」。

## 書誌情報
- 芳崎せいむ『金魚屋古書店出納帳』少年画報社〈ヤングキングコミックス〉、全2巻
  1. 2003年4月3日発売 ISBN 478592294X
  2. 2003年6月26日発売 ISBN 4785923210
- 芳崎せいむ『金魚屋古書店出納帳』小学館〈IKKICOMIX〉、全2巻
  - （上） 2004年12月24日発売 ISBN 4091885519
  - （下） 2004年12月24日発売 ISBN 4091885527
- 芳崎せいむ『金魚屋古書店』小学館〈IKKICOMIX〉、全17巻
  1. 2004年12月24日発売 ISBN 4091885535
  2. 2005年8月30日発売 ISBN 4091885543
  3. 2006年3月30日発売 ISBN 409188315X
  4. 2006年11月30日発売 ISBN 409188346X
  5. 2007年5月30日発売 ISBN 4091883656
  6. 2007年12月26日発売 ISBN 4091883907
  7. 2008年7月30日発売 ISBN 4091884202
  8. 2009年1月30日発売 ISBN 4091884393
  9. 2009年9月30日発売 ISBN 978-4091884770
  10. 2010年4月28日発売 ISBN 978-4091885159
  11. 2010年11月30日発売 ISBN 978-4091883322
  12. 2011年6月30日発売 ISBN 978-4091885494
  13. 2012年2月29日発売 ISBN 978-4091885746
  14. 2012年12月27日発売 ISBN 978-4091886101
  15. 2013年11月29日発売 ISBN 978-4091886378
  16. 2014年7月30日発売 ISBN 978-4091886606
  17. 2020年6月30日発売 ISBN 978-4091886996